# Waiporia hawea
Waiporia hawea är en spindelart som beskrevs av Forster och Norman I. Platnick 1985. Waiporia hawea ingår i släktet Waiporia och familjen Orsolobidae. Inga underarter finns listade i Catalogue of Life.